# Turó del Galutxo
El Turó del Galutxo o del Calixto és una muntanya de 854 metres que es troba entre els municipis de Llorac, a la comarca de la Conca de Barberà, i de Talavera, a la Segarra.
És el punt més alt de la comarca de la Segarra, situat a la serra de Montfred. Es troba entre els pobles de Montfred (Talavera) i Montargull (Llorac), enmig del parc eòlic de Montargull.
La serra separa les conques de l'Ondara, que neix just a sota, i del Riu Gaià.

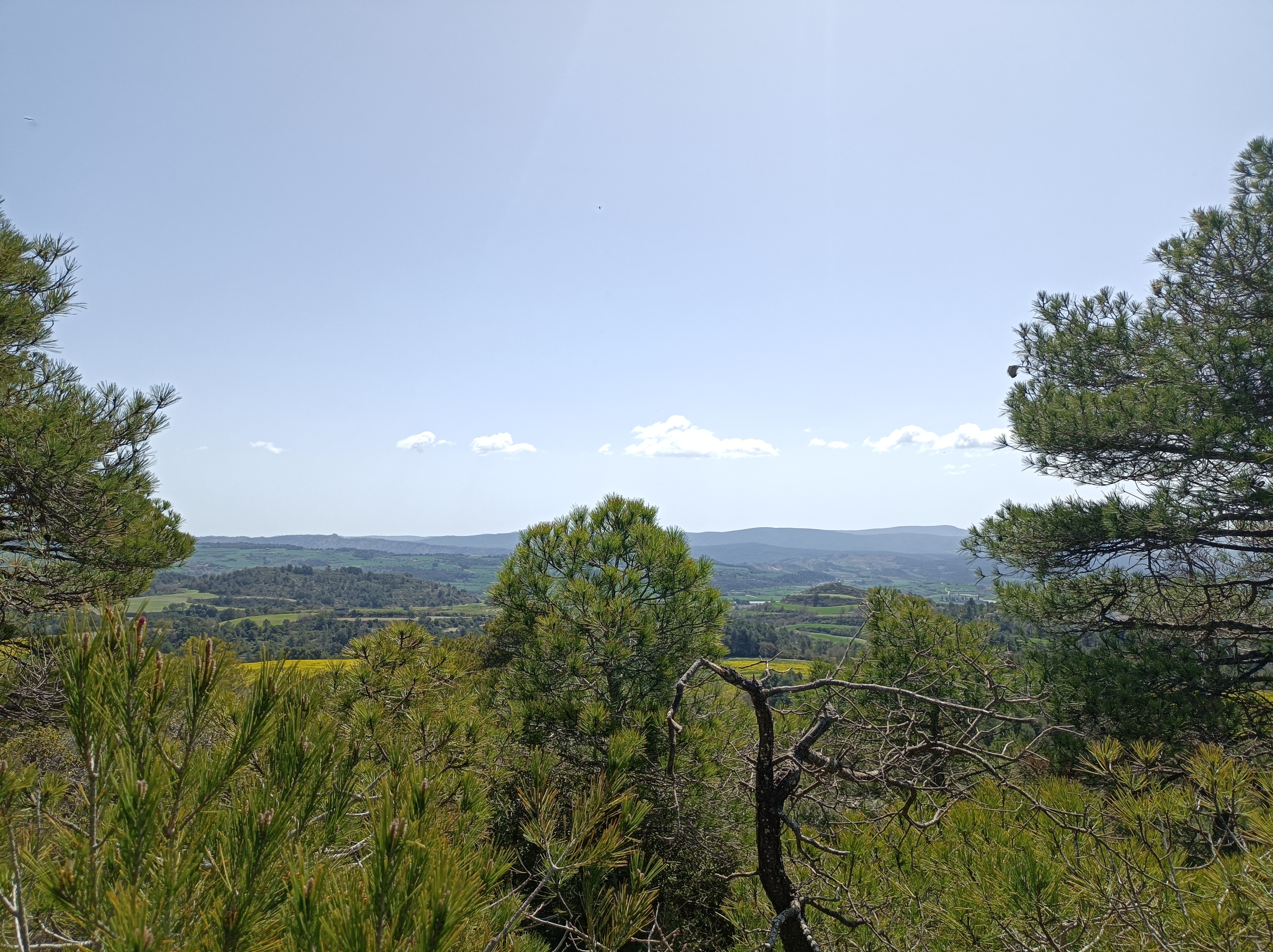
Vistes vers el sud des del Turó del Galutxo